# Parapelecopsis nemoralioides
Parapelecopsis nemoralioides là một loài nhện trong họ Linyphiidae.
Loài này thuộc chi Parapelecopsis. Parapelecopsis nemoralioides được Octavius Pickard-Cambridge miêu tả năm 1884.